# Flugplatz Kolwezi

i7
i11
i13
Der Flugplatz Kolwezi (IATA-Code: KWZ, ICAO-Code: FZQM) ist der Flugplatz der Stadt Kolwezi, Hauptstadt der Provinz Lualaba in der Demokratischen Republik Kongo.
Der Flugplatz wurde mit Hilfe des Schweizer Unternehmens Glencore gebaut, welches vor Ort zwei Kupfer-Bergwerke (Katanga-Mining und Mutanda) besitzt. Er liegt etwa 6 km südlich von Stadt Kolwezi.